# Herdermaan

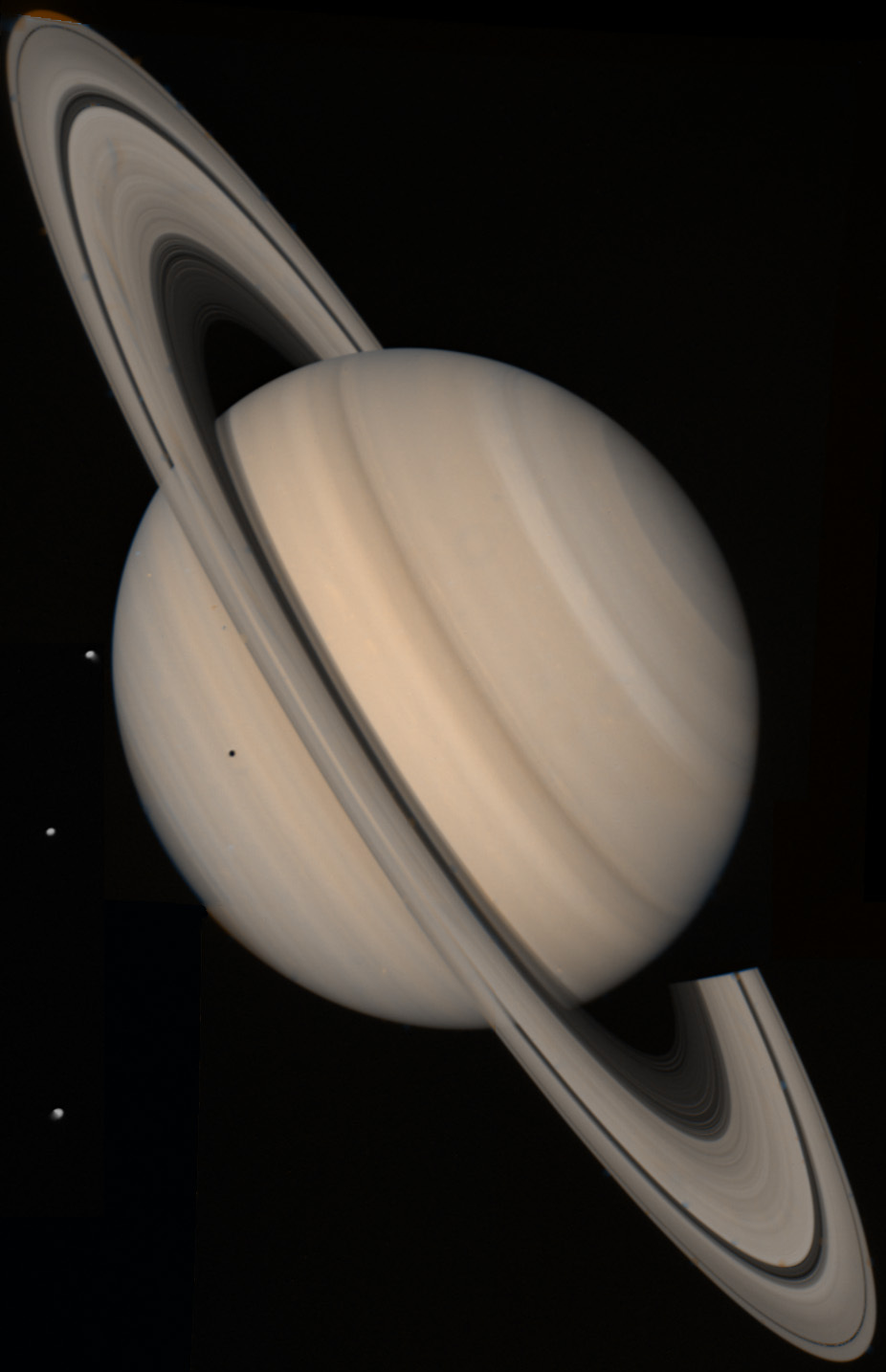
Op deze foto van Saturnus zijn zowel de grotere Cassinischeiding als de kleinere Enckescheiding in de ringen duidelijk te zien

Herdermanen zijn manen die door hun zwaartekracht de stofdeeltjes van een planetaire ring bij elkaar houden. Ook zorgen ze voor de scheidingen van de ringen, delen van de ring die vrijwel stofvrij zijn.

## Saturnus

### De herdermaan Mimas

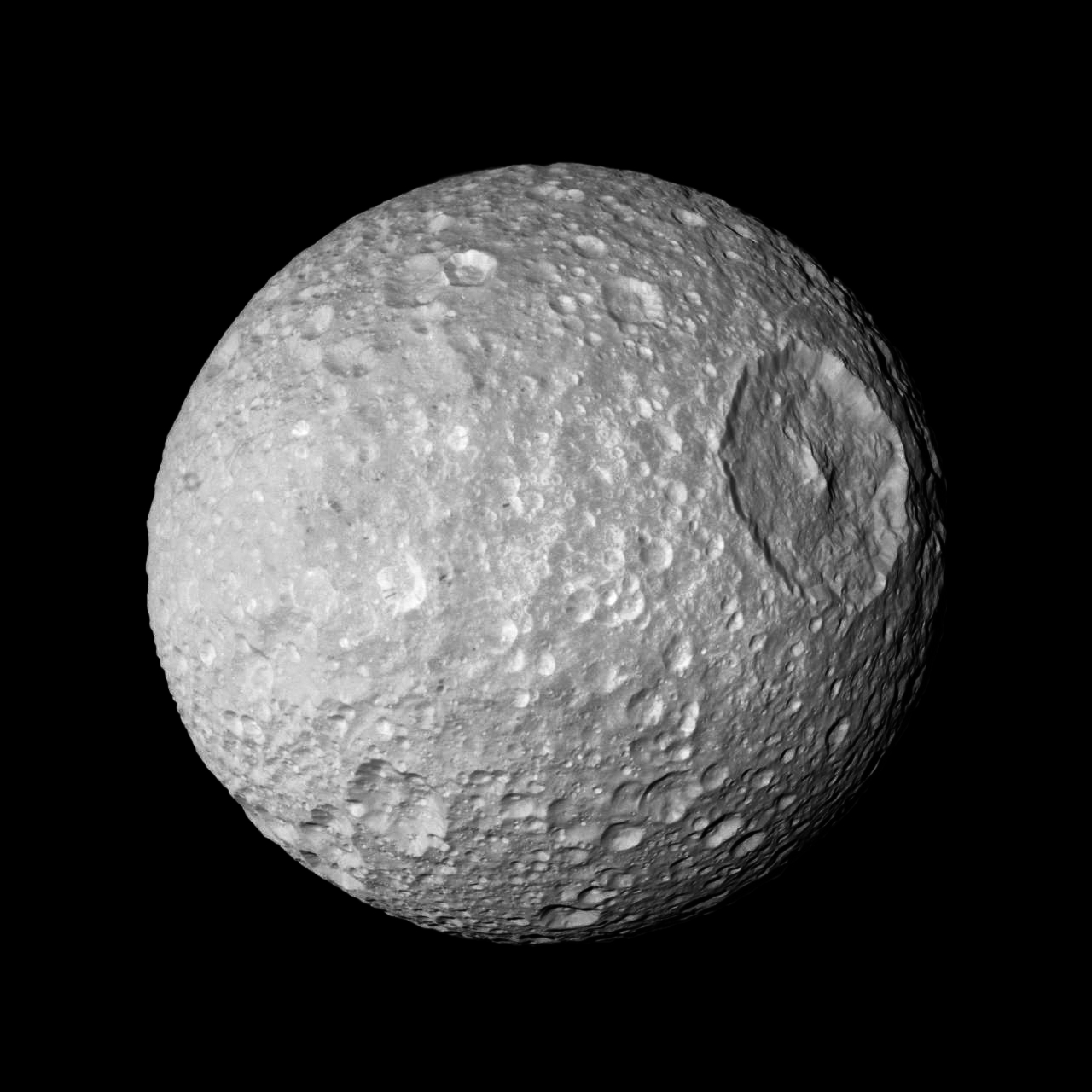
Mimas, gefotografeerd door Cassini in 2010 (NASA)

De grootste herdermaan is Mimas, die in zijn eentje de Cassinischeiding in de ringen van Saturnus veroorzaakt, dit is de duidelijk waarneembare ruimte tussen de A- en B-ring van Saturnus (4650 km breed).

### Pan

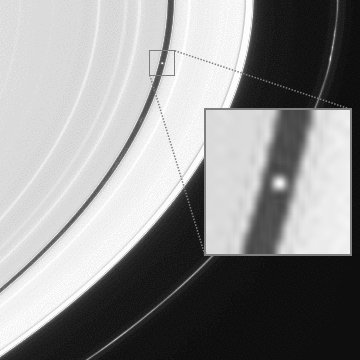
Pan, gefotografeerd door Cassini in juli 2004 (NASA)

Er bestaat nog een kleinere ruimte binnen de A-ring (de Enckescheiding). Deze is heel wat minder goed te zien. Ze is slechts 325 km breed en werd mogelijk waargenomen in 1837 door Johann Encke maar pas met zekerheid bevestigd in 1888 door James Keeler. Het kleine maantje Pan (20 km groot) heeft zijn baan in deze scheiding.

### Daphnis

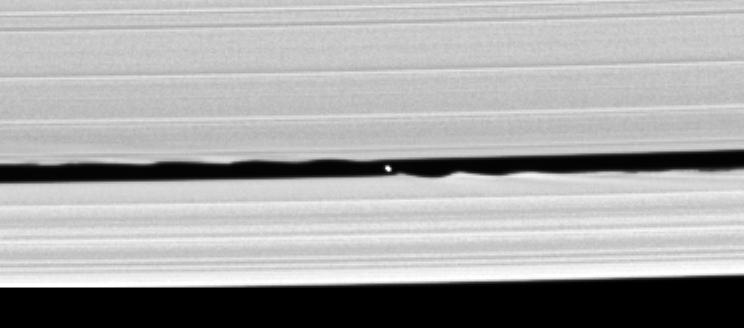
Foto van Daphnis genomen door Cassini waarin de golven in de rand van de Keelerscheiding zichtbaar zijn.

De Voyagers ontdekten verder nog kleinere scheidingen: de Maxwellscheiding op 87 500 km afstand (270 km breed) en de Keelerscheiding op 136 500 km afstand (35 km breed). Deze laatste wordt opengehouden door het maantje Daphnis.

### De kleine herdermaantjes Prometheus en Pandora

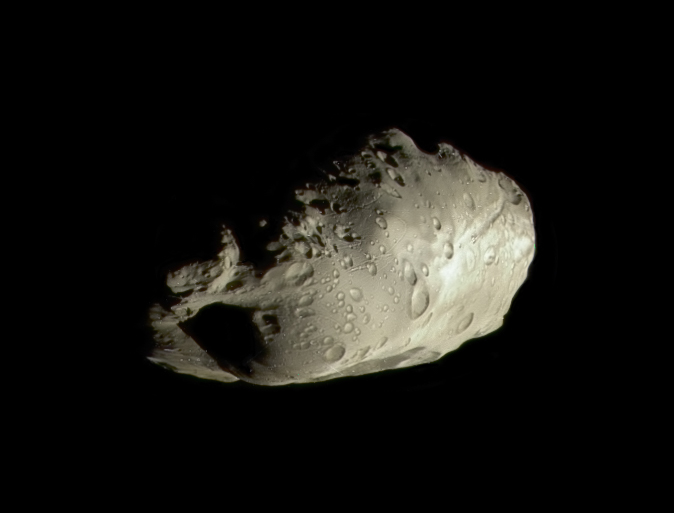
Prometheus, gefotografeerd door Cassini in 2015 (NASA)

De F-ring van Saturnus wordt door Prometheus en Pandora beheerd. Doordat deze laatste twee manen zeer dicht bij elkaar staan is de F-ring zeer nauw, en heeft deze een uniek gevlochten patroon dat door Prometheus en Pandora in stand wordt gehouden.
In 1980 werd Prometheus ontdekt aan de hand van de Voyager-foto's. Het is een kleine herdermaan in de F-ring. Zo'n kleine maan hoeft niet rond te zijn, Prometheus meet 148 × 100 × 68 kilometer. Hij heeft veel kraters, maar lang niet zoveel als Pandora, die zich ook in de F-ring bevindt. Ook Epimetheus en Janus hebben meer kraters. Deze vier manen zijn waarschijnlijk zeer poreuze ijsmanen.

### Pandora

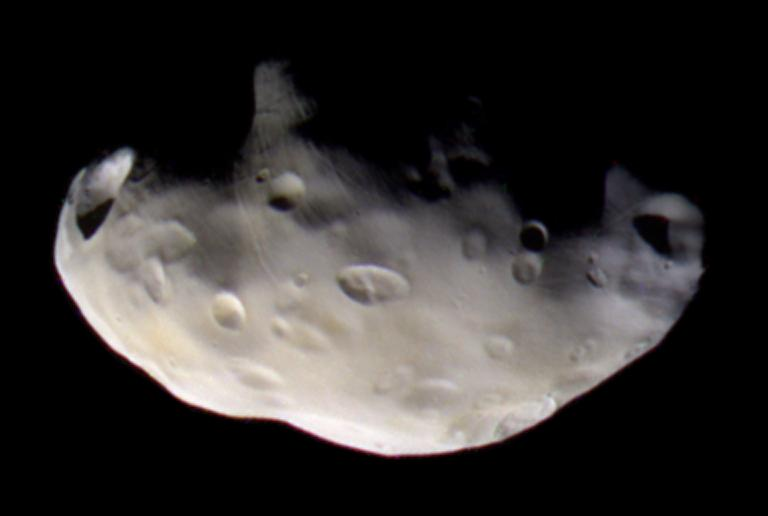
Pandora, gefotografeerd door Cassini in 2005 (NASA)

Pandora is de vierde maan van Saturnus. Deze maan werd in 1980 ontdekt op foto's van Voyager 1. De diameter van Pandora is 87 kilometer en haar afstand tot Saturnus bedraagt 141 700 kilometer.